# مارك هوارد (منتج أسطوانات)
مارك هوارد (بالإنجليزية: Mark Howard)‏ هو منتج أسطوانات وملحن بريطاني، ولد في 8 يونيو 1964 في مانشستر في المملكة المتحدة.

## وصلات خارجية
- مارك هوارد على موقع IMDb (الإنجليزية)
- مارك هوارد على موقع ميوزك برينز (الإنجليزية)
- مارك هوارد على موقع ديسكوغز (الإنجليزية)